# 전호
전호(前胡, 사양채, 문화어: 생치나물, cow parsley)는 미나리과에 딸린 여러해살이풀이다. 유라시아 전역과 아프리카에 분포한다.

## 생태
높이는 1m이다. 뿌리는 굵고, 근생엽과 밑부분의 잎은 잎자루가 길며, 2-3회 깃꼴겹잎으로 길이 20-50cm이다. 최종 갈래는 끝이 뾰족하고, 톱니가 있다. 줄기잎은 어긋나고 근생엽과 비슷하나 차츰 작아져 잎집만으로 된다. 꽃은 흰색, 겹산형꽃차례로 작은 산형꽃차례는 5-12개, 가장자리의 꽃이 가장 크고, 총포는 없으나 작은 청포는 5-12개이다. 열매는 분과이며 녹색이 도는 검은색이고 광택이 난다. 기름나물, 천궁, 사상자와 외형이 비슷해 혼동하기 쉬운 약초다.

## 쓰임새
어린잎은 이른봄에 따서 나물로 식용하며, 향이 독특하여 비빔밥의 식재료로 쓰인다. 뿌리는 두통·감기·백일해 등의 치료제로 쓰인다. 생약으로는 산아삼이라고 하며 해열 및 진통제로 쓰인다. 동의보감에 의하면 모든 기병(호흡기병)을 치료한다.

## 사진과 그림

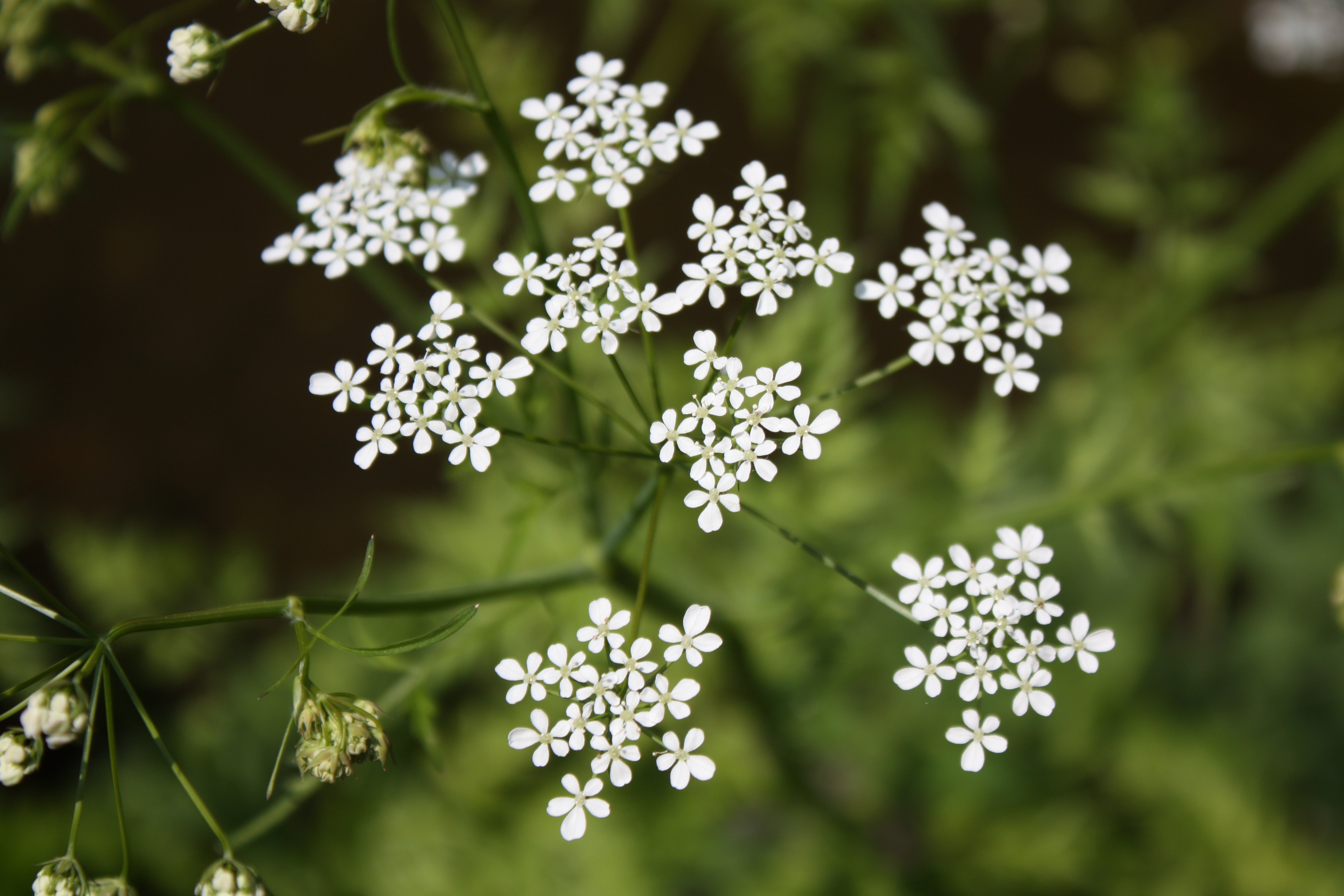
꽃
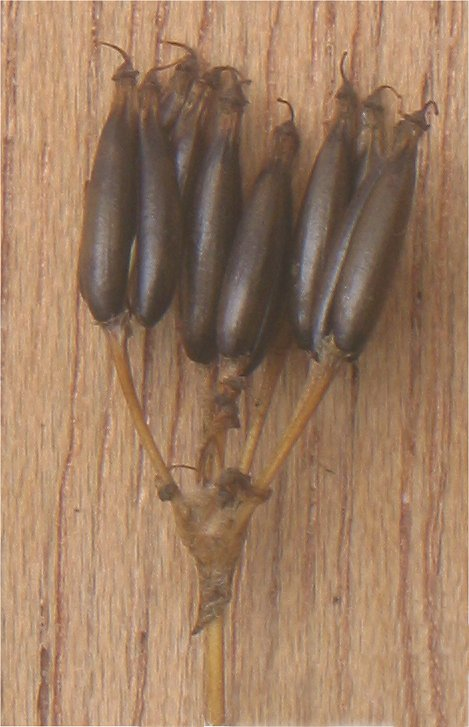
열매
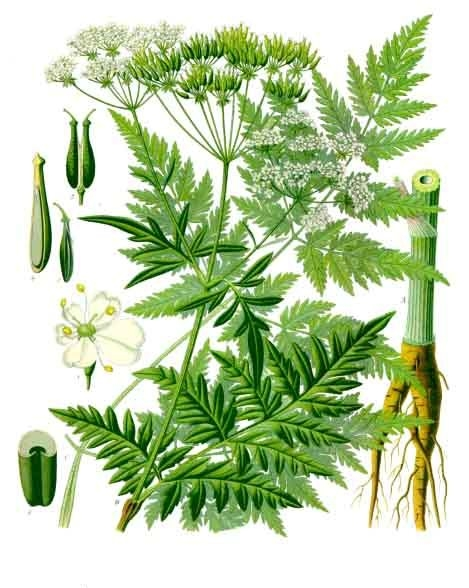

## 참고 문헌
- 이 문서에는 다음커뮤니케이션(현 카카오)에서 GFDL 또는 CC-SA 라이선스로 배포한 글로벌 세계대백과사전의 내용을 기초로 작성된 글이 포함되어 있습니다.